# Halerman
Halerman is een bestuurslaag in het regentschap Alor van de provincie Oost-Nusa Tenggara, Indonesië. Halerman telt 1191 inwoners (volkstelling 2010).